# Хронология вторжения России на Украину (июнь 2023)
Данная статья является частью хронологии широкомасштабного вторжения РФ на Украину и описывает события, произошедшие в июне 2023 года.

## Июнь

### 1 июня
Министерство обороны РФ сообщило об отражении в Белгородской области попытки вторжения украинских формирований в районе МАПП «Шебекино» и Новой Таволжанки. Нападение на российское приграничье было совершено около 3:00 двумя ротами мотопехоты при поддержке танков и после массированного обстрела. По информации ведомства, было отражено три атаки украинских сил, в результате чего было уничтожено около 30 нападавших и их техника.

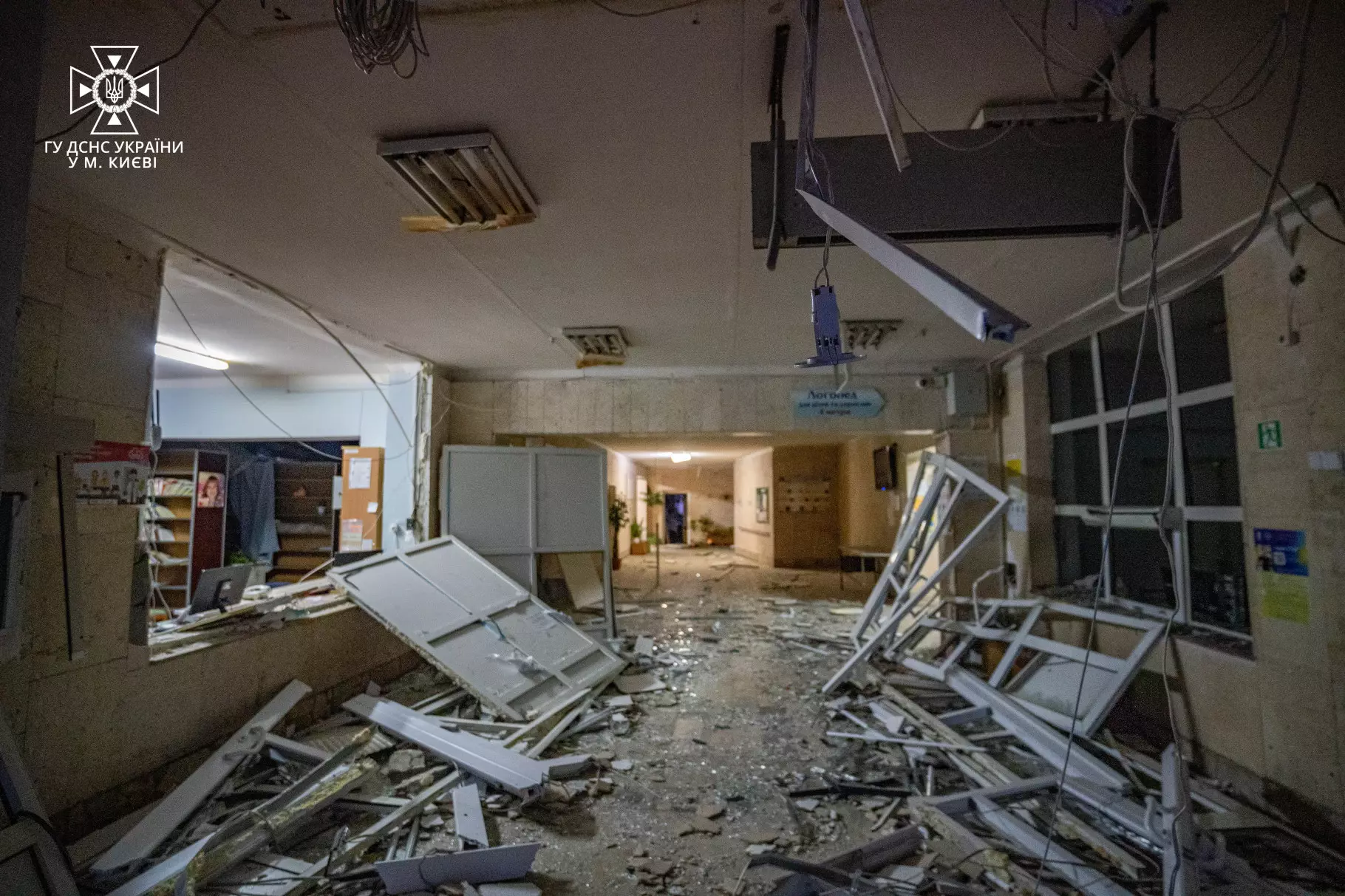
Пострадавшая поликлиника в Киеве

В ночь на 1 июня российская армия совершила ракетный обстрел Киева. По данным Генштаба ВСУ, из Брянской области были выпущены 10 ракет «Искандер». Все они, как сообщается, были уничтожены, но падающие обломки вызвали повреждения зданий, гибель и ранение людей. В Деснянском районе повреждены детская поликлиника, две школы, полицейский участок и жилой дом. В Днепровском районе пострадали жилые дома и автомобили, в Дарницком повреждён трубопровод. В результате атаки в Киеве погибли 3 человека, в том числе 9-летняя девочка, и пострадали 16. Люди погибли, пытаясь попасть в запертое бомбоубежище в поликлинике.

### 2 июня
В ночь на 2 июня российская армия вновь обстреляла Киев ракетами и ударными беспилотниками. По словам Валерия Залужного, все цели — 15 крылатых ракет и 21 ударный беспилотник — были сбиты. В Киеве данных о пострадавших и разрушениях нет; в Киевской области обломками повреждены несколько частных домов и ранены два человека.
По заявлению ряда глав российских регионов, несколько областей на западе России пострадали от ночных обстрелов и атак беспилотников с территории Украины. Также сообщалось, что беспилотники дальнего радиуса действия нанесли удары по двум городам в Смоленской области.

### 4 июня
Ночью российские войска в очередной раз атаковали Киев ракетами и ударными беспилотниками. По данным городских властей, ракеты были запущены стратегическими бомбардировщиками Ту-95МС из района Каспийского моря. Все воздушные цели, как сообщается, были сбиты.
Крупные новостные издания, такие как Washington post и New York Times выпустили статьи, сообщающие о начале украинского контрнаступления. По информации от Washington post, украинские войска активизировали свои атаки на линии фронта на юго-востоке страны, по словам четырёх человек в вооружённых силах страны. New York Times в свою очередь, цитируя заявления неназванного, высокопоставленного американского чиновника, сообщает что украинские силы начали крупную атаку рано утром в четверг в южной части Запорожской области, поскольку украинская армия перешла в наступление на нескольких фронтах в операции.
Согласно информации новостного издания Meduza от 10 июня, ВСУ 4-5 июня начали давно планировавшееся и анонсированное наступление. По их утверждениям, украинское командование на первом этапе решило распылить силы: ВСУ пытаются наступать на трёх операционных направлениях только в Запорожской и на западе Донецкой областей. Крайне западный участок наступления — у Днепра. Если добавить к этому, что ВСУ продолжают наступление на двух флангах бахмутского фронта, начатое ещё в мае, то командование выбрало даже пять операционных направлений.
На Западе Донецкой области ВСУ решили «срезать» выступ ударами с запада (на Сторожевое) и востока (на Новодонецкое). В наступлении участвует минимум две новые бригады ВСУ. Новой, 37-й бригаде морской пехоты удалось занять Новодонецкое, однако там (и на подходе к фронту) она понесла большие потери и вынуждена была отойти (полный отход ВСУ из села не подтверждён визуальными источниками). Другая группировка ВСУ наступает на выступ с запада. Там украинским войскам удалось продвинуться на три с половиной километра к Сторожевому, заняв несколько российских позиций. На Ореховском направлении первые атаки, похоже, закончились крупной неудачей. Войска начали нести потери ещё в серой зоне, не дойдя до российских позиций. В нескольких атаках были потеряны десятки бронемашин, в том числе минимум по несколько танков «Леопард» и БМП «Брэдли». Продвижение вглубь обороны ВС РФ фактически отсутствует (или не подтверждено видео). На западе Запорожской области подразделения ВСУ нанесли удар по селу Лобковое примерно в 10 километрах к востоку от левого Днепра и в 35 километрах к югу от Запорожья. Однако именно здесь удар пока наносят относительно малые силы. Украинские военные вошли в Лобковое, однако потеряли несколько единиц техники, не доходя до фронта. Российские источники утверждают, что ВС РФ смогли вновь отбить село, но подтверждения этому нет.
По сообщениям Министерства обороны РФ, Вооружённые силы Украины начали крупное контрнаступление на пяти участках фронта на Южно-Донецком направлении. По сообщению ведомства, ВСУ использовали шесть механизированных и два танковых батальона, включая силы 23-й и 31-й механизированных бригад. По словам Минобороны РФ, целью украинской стороны был прорыв на наименее защищённом, по мнению ВСУ, участке. Согласно сообщению российской стороны, ВСУ не добились успехов. Позже министр обороны России Сергей Шойгу заявил о срыве 4 июня наступления 23-й и 31-й механизированных бригад ВСУ на пяти направлениях, в результате чего украинские силы понесли потери: 300 человек в живой силе, 16 танков, 26 ББМ и 14 автомобилей.
Ранее Владимир Рогов сообщал, что 4 июня ВСУ попытались сделать прорыв на Запорожском направлении в районе Времевского выступа, но после продвижения вперёд на 400 метров были отброшены назад. Согласно заявлениям Рогова, основные боевые действия шли около посёлков Времевка, Ровнополь и Новодаровка.

### 5 июня
5 июня Министерство обороны РФ заявило, что ВСУ продолжали наступление на границе Донецкой и Запорожской областей. По словам ведомства, в результате наступления силами пяти бригад ВСУ на семи направлениях, которое было остановлено войсками РФ, украинские потери составили свыше 1600 человек в живой силе и 28 танков, в том числе 8 «Леопардов» и три колёсных танка AMX-10.

### 6 июня
В ночь на 6 июня российская армия вновь обстреляла Киев. По данным местных властей, все воздушные цели — более 20 штук — были сбиты. Обломками повреждены дорожное покрытие и троллейбусная электросеть.

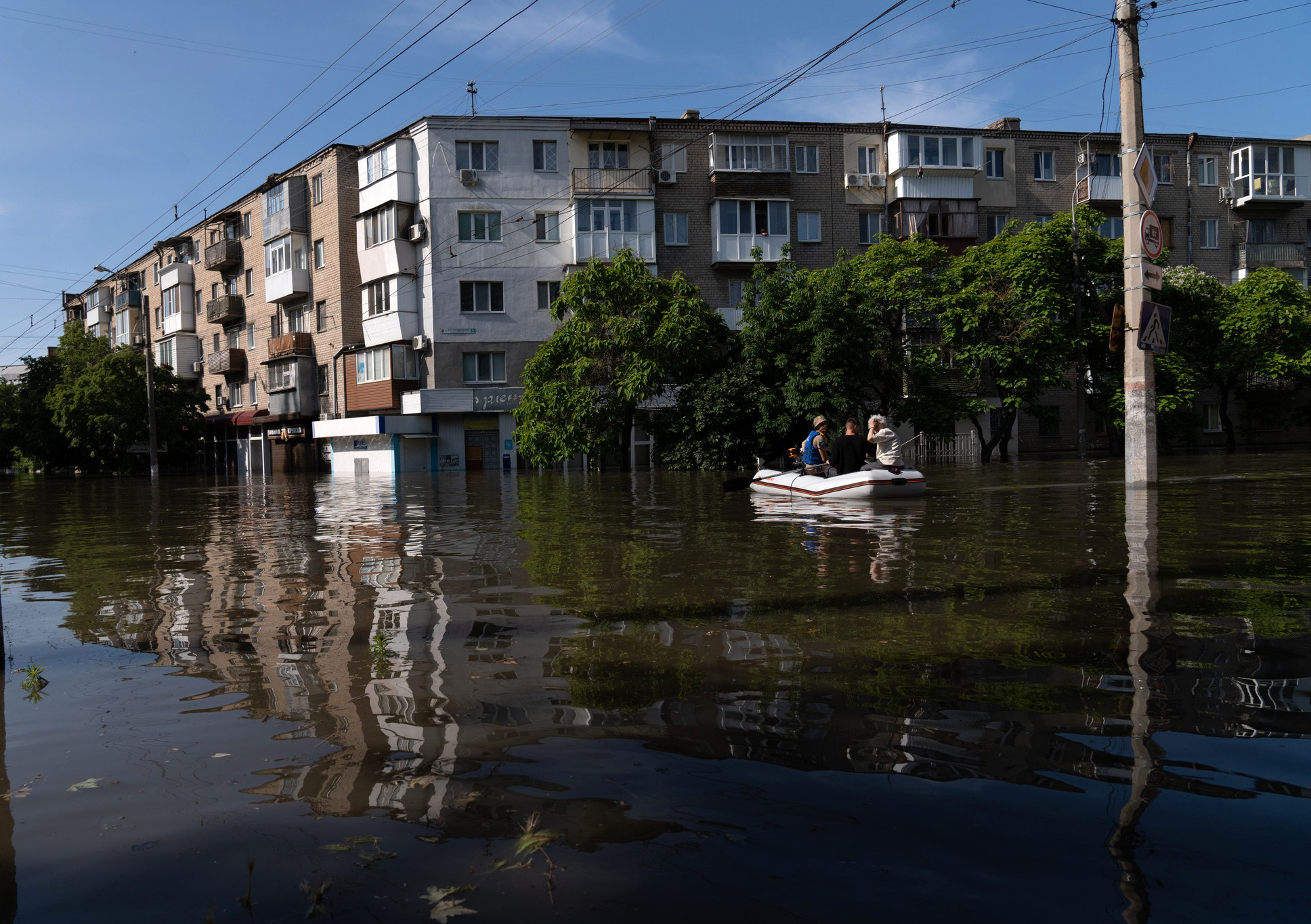
Улица Херсона после разрушения плотины Каховской ГЭС

Той же ночью была разрушена плотина Каховской ГЭС. По данным «Укргидроэнерго», станция не подлежит восстановлению. Нескольким десяткам населённых пунктов угрожает подтопление. Оттуда начата эвакуация.
ВС РФ и ВСУ сражались за Новодаровку
По информации Сергея Шойгу, общие потери ВСУ за три дня наступления составили до 3715 военнослужащих, 52 танка, 48 орудий, 53 БПЛА, 5 самолётов и 2 вертолета. Потери ВС РФ за тот же период: 71 военнослужащий убит, 210 — ранено.

### 7 июня
Министерство обороны РФ сообщило о подрыве 5 июня украинскими силами аммиакопровода «Тольятти-Одесса» в Харьковской области. По информации ведомств, пострадали жители и идёт утечка аммиака. Пророссийские блогеры опубликовали видео, якобы, с места взрыва. МО назвало происшедшее террористическим актом. В свою очередь глава ВГА Харьковской области Олег Синегубов сообщил о шести ударах по аммиакопроводу с российской стороны. По его словам, ситуация находится под контролем, утечки аммиака нет.

### 9 июня

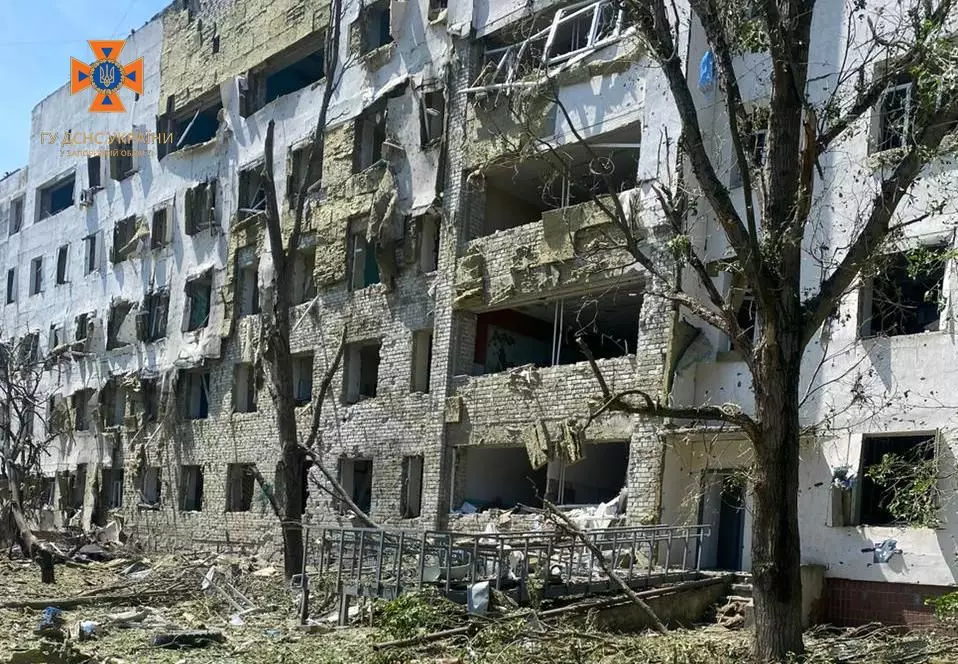
Больница в Гуляйполе после обстрела 9 июня

Президент России Владимир Путин заявил, что контрнаступление ВСУ началось, о чём свидетельствует использование стратегических резервов украинской армии. По его словам, украинская сторона не достигла поставленных задач ни на одном участке фронта и несёт значительные потери, превышающие классические показатели: один к трём.

### 11 июня
68-я бригада ВСУ заявила об установлении контроля над селом Благодатное Донецкой области, расположенным недалеко от Угледара, опубликовав подтверждающее видео в фейсбуке. Сообщается также, что к югу от посёлка Великая Новоселка идут бои в рамках наступления украинских сил. Украинское добровольческое подразделение «Арей» сообщило о взятии села Нескучное, также находящегося под Угледаром. Заместитель министра обороны Украины Анна Маляр заявила о взятии села Макаровка в том же направлении.

### 12 июня
Военнослужащие ВСУ сообщают об установлении контроля над двумя населёнными пунктами на границе Донецкой и Запорожской областей. Так, 12 июня солдаты украинской армии заявили о взятии села Сторожевое в Донецкой области. Также сообщается, что украинская сторона закрепилась в селе Новодаровке Запорожской области, над которой они установили контроль ещё 4 июня. Поступали сообщения о продвижении украинских войск дальше к Старомлыновке, но со ссылками на неназванных «российских военных блогеров» утверждается, что ВСУ пока не добрались до так называемой линии Суровикина — главной линии российских укреплений на левобережье Днепра.
The Washington post делает заявление, что украинские войска, продолжающие сложное контрнаступление против оккупационных российских войск, за последнюю неделю освободили семь сёл в охваченных боевыми действиями Донецкой и Запорожской областях. Четыре села — Нескучное, Сторожевое, Благодатное и Макаровка — находятся к югу от Великой Новосёлки, одной из ключевых отправных точек контрнаступления, недалеко от границы с Запорожской областью. Остальные населённые пункты — Лобковое, Левадное и Новодаровка — находятся в Запорожской области. Заместитель министра обороны Анна Маляр также заявила, что Украина отвоевала более шести квадратных миль вблизи разрушенного города Бахмут.

### 13 июня

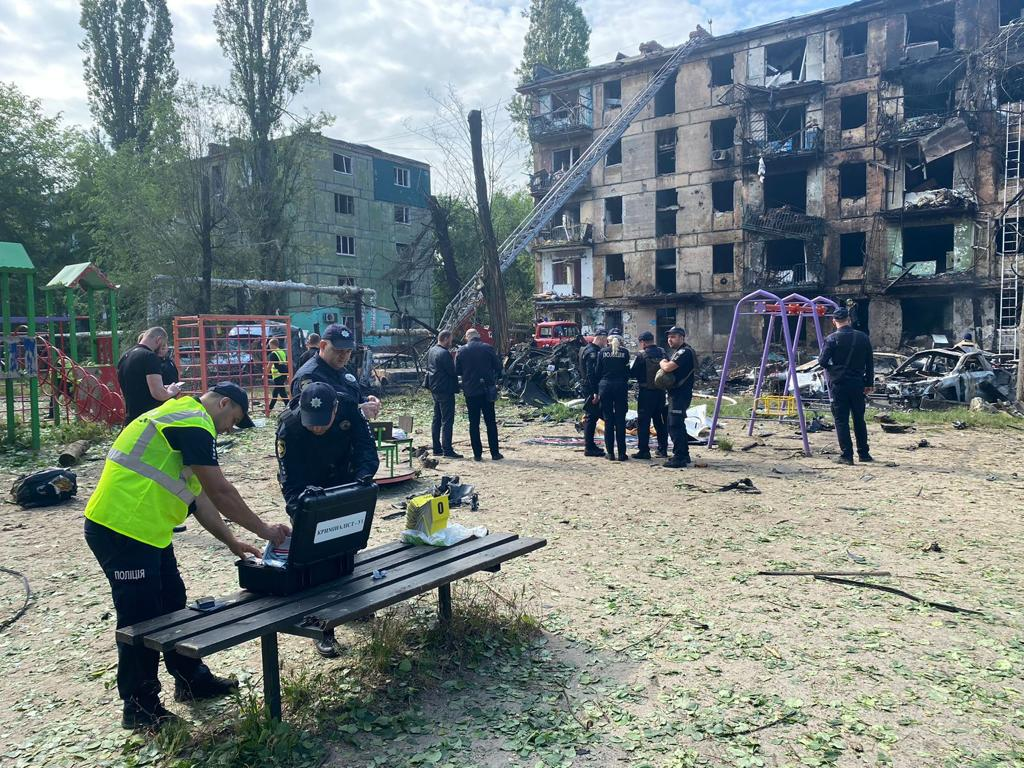
Повреждённый дом в Кривом Роге

Ночью российская армия совершила очередной обстрел Украины. По данным украинских военных, было выпущено 14 крылатых ракет и 4 беспилотника «Шахед», из которых 10 ракет и 1 беспилотник были сбиты. Взрывы были слышны в Киеве, Днепре, Кривом Роге и Харьковской области. В Кривом Роге, по данным местных властей, повреждены несколько объектов, в том числе жилой дом, где погибли 11 человек и ранены 28. 14 июня в городе объявлено днём траура.
Президент РФ Владимир Путин сообщил о том, что за последнюю неделю украинского наступления, которое, по его словам, началось 4 июня, ВСУ понесли потери в десять раз больше, чем российские войска. Вместе с этим глава государства заявил, что Россия потеряла 54 танка, часть из которых поддаётся восстановлению, а Украина — 160 танков и 360 бронемашин, что соответствует 25—30 % от общего объема техники, поставленной зарубежными странами.

### 14 июня

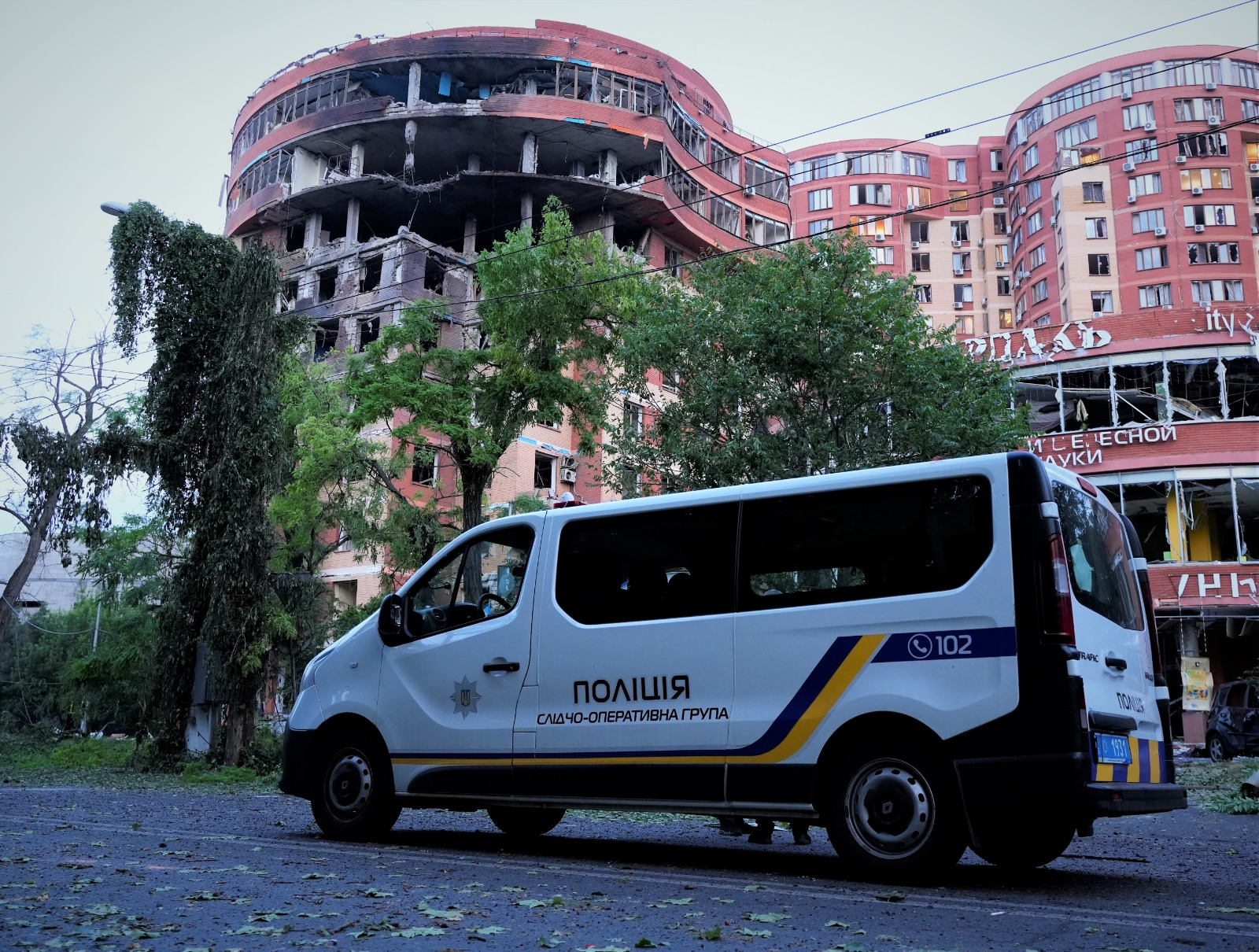
Разрушения в Одессе

Российский ракетный удар по Одессе. По данным украинских военных, корабль в Чёрном море выпустил по городу 4 ракеты «Калибр», из которых 3 удалось сбить. Повреждены бизнес-центр, жилые дома, учебное заведение, ресторан и магазины; разрушен склад. Три человека погибли и 13 ранены.
В Государственной думе 14 июня заявили, что депутат Адам Делимханов, родственник и близкий друг главы Чечни Рамзана Кадырова, был ранен на Украине. Об этом также сообщает телеканал «Звезда». Часами ранее украинский военный корреспондент Кирилл Сазонов давал информацию, что Делимханов якобы был убит в результате обстрела в Запорожской области.
BBC делает заявление, что ВСУ с начала контрнаступления смогли установить контроль над семью населёнными пунктами с территорией по меньшей мере в 90 км². Со ссылкой на Telegram Анны Маляр (заместитель министра обороны Украины) сообщается о продвижении украинской армии вокруг города Бахмут. По её словам, солдаты продвинулись на 200—500 м под Бахмутом, следом говорится о продвижении на 300—500 м в Запорожской области. Анна Маляр также признаёт, что украинские войска ведут ожесточённые бои, поскольку пытаются прорвать хорошо укреплённые оборонительные рубежи ВС РФ. В заявлении Украины сообщается о том, что продвижение было достигнуто в результате чрезвычайно ожесточённых боёв и при превосходстве России в воздухе и артиллерийской поддержке. Бои продолжались в районе села Макаровка в направлении Бердянска и в районах Новоданиловки и Новопокровска на мариупольском направлении. Россия каких-либо успехов Украины не признала.
Министерство обороны Великобритании сообщило об увеличении числа тактических боевых вылетов российской авиации, особенно заметном на юге Украины. Растущую активность российских ВКС связывали с усилением украинских наступательных операций. При этом вылеты происходят реже, чем в начале вторжения, когда их количество доходило до 300 в день.

### 15 июня

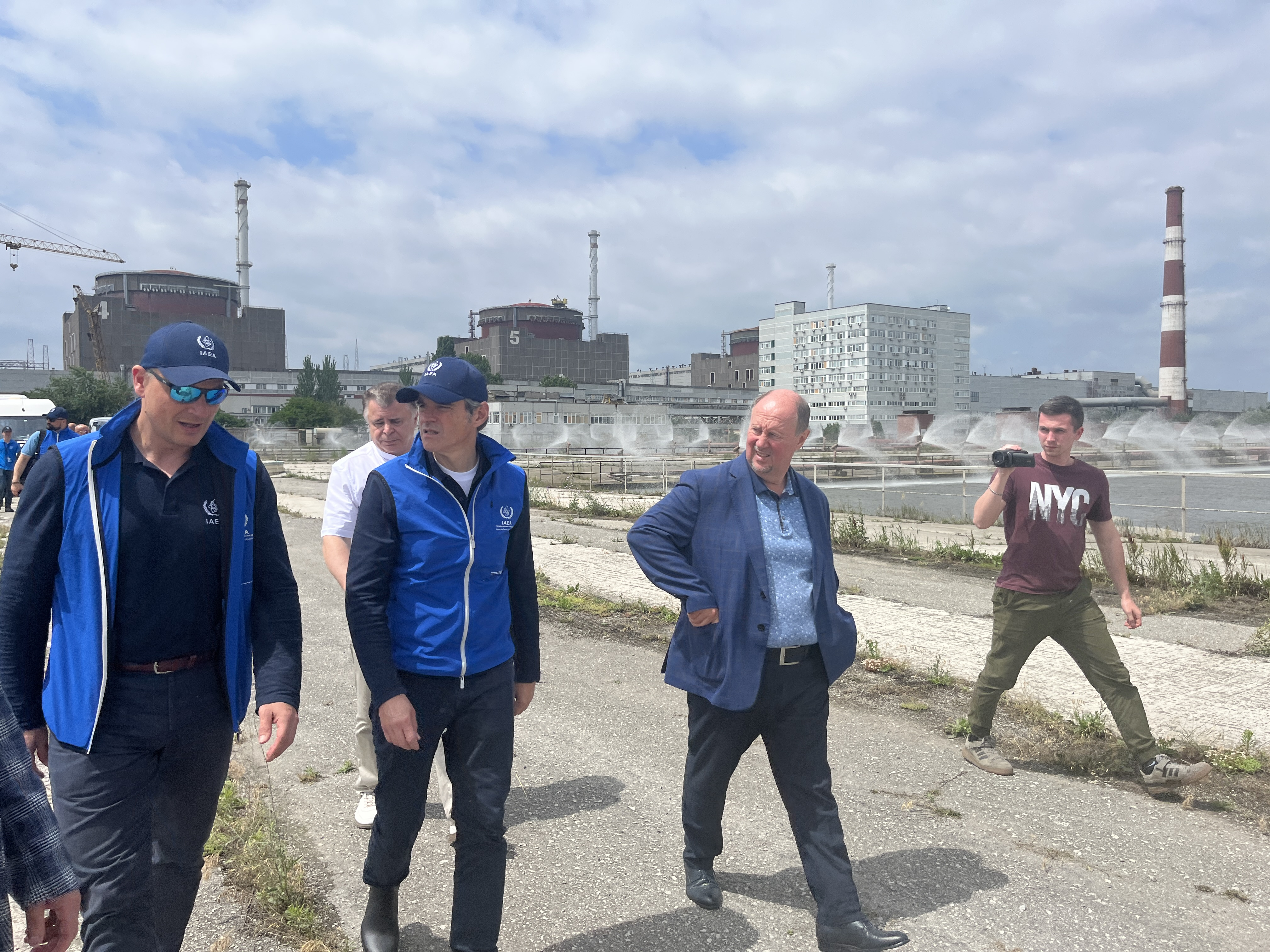
Директор МАГАТЭ Рафаэль Гросси на Запорожской АЭС

Мэр Кривого Рога Александр Вилкул заявил, что рано утром российские ракеты поразили два промышленных объекта в городе. По словам политика, нанесённые повреждения значительны. Он заявил, что пораженные промышленные объекты не имели никакого отношения к вооружённым силам.
Министр обороны США Ллойд Остин созвал в Брюсселе в четверг первую встречу министров обороны стран-союзниц, поддерживающих Украину. Ожидается, что встреча в штаб-квартире НАТО Контактной группы по обороне Украины будет включать в себя обновлённую информацию о поле боя от высокопоставленных украинских официальных лиц и обсуждение нескольких нерешённых вопросов, в том числе о том, как страны-союзницы будут обучать украинских лётчиков полётам на истребителях F-16, обслуживать поставленную западную бронетехнику и осуществлять помощь Украине в поддержании противовоздушной обороны от продолжающихся российских бомбардировок. Остин во вступительном слове пообещал постоянную поддержку Украины и похвалил союзников, оказавших содействие в поддержании и усилении обороноспособности Украины. Он предположил, что пора больше думать о долгосрочной военной поддержке ВСУ.
Крупнейшие пророссийские военные телеграм-каналы сообщили, что под оккупированной РФ Кременной Луганской области попало под обстрел соединение войск 20-й армии. Российские военные блогеры предварительно оценивают потери в 100 убитых и 100 раненых. Обстрел вёлся РСЗО HIMARS и другой артиллерией. Военнослужащие были построены перед наступлением и ожидали командира, командующего армией генерала Сухраба Ахмедова.
Россия объявила о планах провести местные выборы, запланированные на 10 сентября, в подконтрольных ей регионах Украины.

### 16 июня

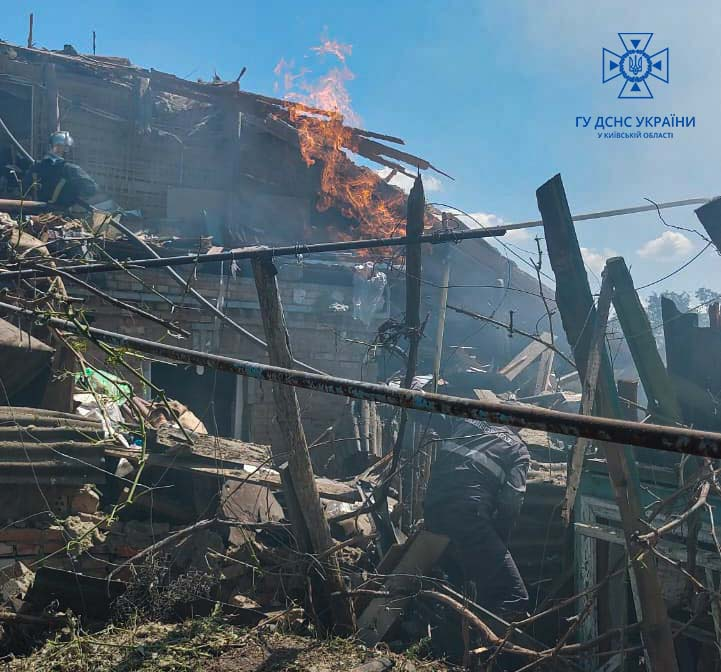
Разрушенный дом в Старых Петровцах (Киевская область)

Российские войска совершили ракетный обстрел Киева. По данным украинских военных, были запущены 6 аэробаллистических ракет «Кинжал», 6 крылатых ракет «Калибр» и два разведывательных беспилотника. Все они, как сообщается, были сбиты. В Киеве были слышны взрывы, в Киевской области пострадало село Старые Петровцы. Разрушены 3 частных дома и повреждены ещё более 20 домов, а также магазин; ранены 6 человек.
Атака была совершена во время визита в Киев делегации пяти лидеров государств Африки в рамках мирной инициативы. В состав делегации входили президент Южной Африки Сирил Рамафоса, президент Сенегала Маки Саль, президент Замбии Хакаинде Хичилема, президент Коморских островов и одновременно председатель Африканского союза Азали Ассумани и премьер-министр Египта Мостафа Мадбули. Делегаты были укрыты в бомбоубежище и не пострадали.

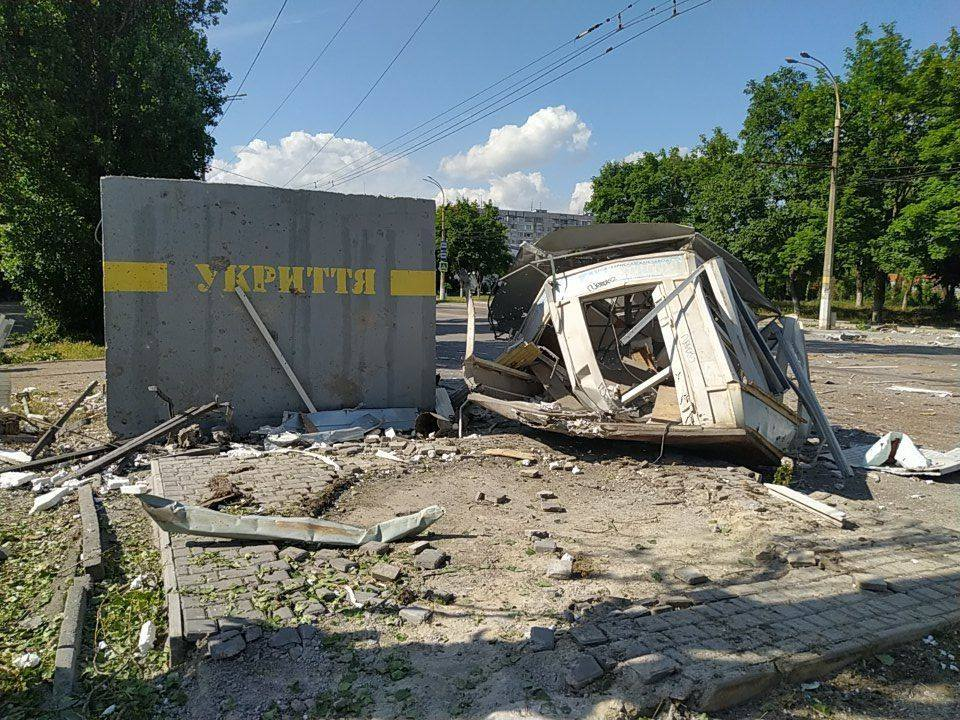
Улица Херсона с бетонным укрытием после обстрела

Очередным массированным обстрелом Херсона ранены 23 человека.
Советник главы офиса президента Украины Михаил Подоляк в эфире телемарафона заявил, что украинское контрнаступление ещё не началось, а войска проводят наступательные действия с целью выявления слабых мест в обороне российской армии. По словам Подоляка, «Мы ещё не начинали контрнаступление как таковое, а Россия говорит: „Мы уже выиграли, мы уже отбили контрнаступление“». Он также назвал нынешние цели наступательных действий украинских войск. По его словам, целью является, во-первых, уничтожение как можно большего количества мобилизованных, чтобы добавить психологического давления на российскую армию. Во-вторых — уничтожить как можно больше российской техники. При этом он отмечает постепенное продвижение в рамках тестировочного режима, то есть ВСУ осуществляют разведку боем на наличие бреши в российской обороне. Ещё одной целью Подоляк назвал продвижение ВСУ на нескольких направлениях сразу, а точнее демонстрацию возможности наступления на нескольких направлениях и создания панических настроений в рядах противника.
Несмотря на заявления Михаила Подоляка о ещё не начавшемся контрнаступлении, заместитель министра обороны Украины Анна Маляр в своём телеграм-канале сообщила, что ВСУ ведут активное наступление на нескольких направлениях в Донецкой и Запорожской областях, получив тактическое преимущество над войсками противника. Она сообщает также о продвижении войск до двух километров на каждом направлении. На некоторых освобождённых позициях и в населённых пунктах продолжается процесс закрепления украинских войск. На востоке Украины ВСУ ведут как оборонительные, так и контрнаступательные действия. Маляр утверждает, что российские силы пытаются вытеснить ВСУ с занимаемых позиций и ведут штурмовые действия сразу на нескольких направлениях, в частности, на лиманском. Замминистра добавила, что на бахмутском направлении общая интенсивность боевых действий несколько снизилась. Украинские силы наступают в районе Бахмута на нескольких участках и занимают господствующие высоты. На востоке российская сторона сейчас держит значительное количество сил, которые продолжает наращивать, перемещая на бахмутское направление дополнительные подразделения с других направлений.

### 17 июня
Глава областной военной администрации Павел Кириленко сообщил о 20 артиллерийских обстрелах Угледара в Донецкой области с российской стороны. Сообщается, что погиб один человек, есть разрушения. Следом поступали другие аналогичные сообщения об артиллерийских ударах по населённым пунктам в Запорожской, Сумской, Херсонской и Черниговской областях. Имеются разрушения гражданской инфраструктуры, есть раненые и погибшие.
Губернатор Брянской области — Александр Богомаз сообщает, что минувшей ночью была совершена попытка атаки дронами на нефтепровод «Дружба». По словам губернатора, ПВО отразили атаку украинских БПЛА на нефтепровод, сбив три беспилотника.
Минобороны России в сводке от 17 июня сделало заявление, о том что были нанесены удары по одному из центров принятия решений ВСУ.
Владимир Путин заявил о размещении Россией в Беларуси первой партии тактического ядерного оружия. Президент России также добавил, что тактическое ядерное оружие будет применено только в том случае, если безопасность и целостность Российской Федерации будут находиться под угрозой.
В Санкт-Петербурге состоялась встреча президента Владимира Путина с представителями семи стран Африки, которые приехали в Россию, чтобы представить свой мирный план урегулирования российско-украинской войны. Мирная инициатива состоит из 10 пунктов, ранее заявленных на мирной конференции в Киеве, которую лидеры стран Африки посещали днями ранее. План включает следующие требования: 1. война должна быть завершена через переговоры, а конфликт нужно урегулировать дипломатическим путём; 2. переговоры должны начаться как можно скорее; 3. необходима деэскалация с обеих сторон; 4. должна быть обеспечена суверенность государств и народов в соответствии с уставом ООН; 5. необходимы гарантии безопасности для всех стран; 6. должны быть обеспечены поставки зерна и удобрений обеих стран; 7. нужно обеспечить гуманитарную поддержку пострадавшим от войны; 8. должен быть урегулирован вопрос обмена пленными и возвращения украинских детей с подконтрольных России территорий; 9. должно быть обеспечено послевоенное восстановление Украины; 10. более тесное взаимодействие сторон конфликта со странами Африки. В ответ Владимир Путин заявил, что Россия «с уважением» относится к позиции стран Африки и «открыта к диалогу» со всеми, кто хочет мира на принципах «справедливости и учёта законных интересов сторон», заявив также что Россия никогда не отказывалась от переговоров с Украиной, обвинив Киев в отказе от сотрудничества.

### 19 июня

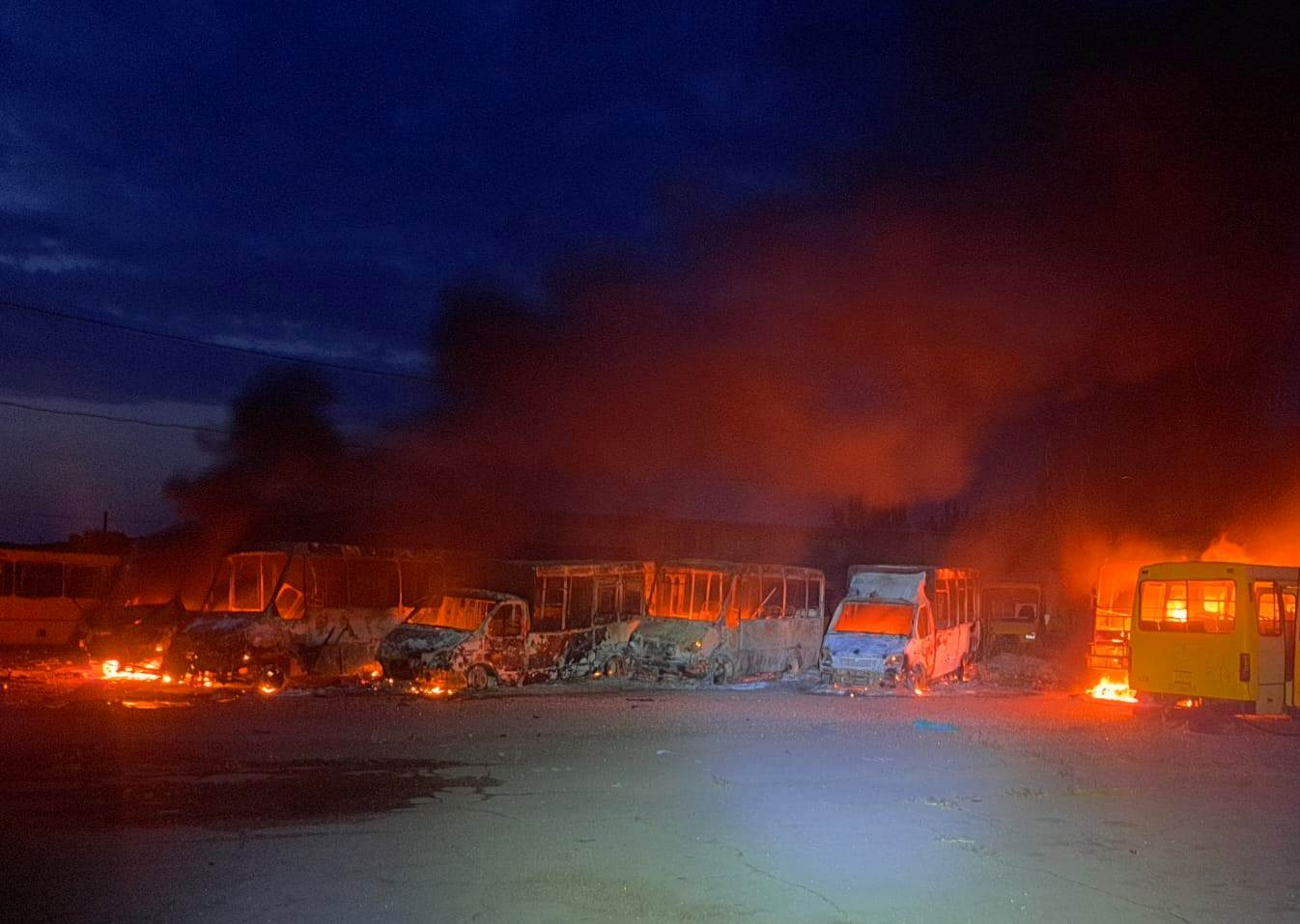
Горящие автобусы после обстрела Херсона

Заместитель министра обороны Украины Анна Маляр утром сообщила, что ВСУ установили контроль над селом Пятихатки на юге Запорожской области. По словам Маляр, за две недели наступления были освобождены восемь населённых пунктов: Новодаровка, Левадное, Сторожевое, Макаровка, Благодатное, Лобковое, Нескучное и Пятихатки. В Минобороны РФ, в свою очередь, утверждали, что атака украинских войск на Пятихатки была отражена.
Губернатор Белгородской области Вячеслав Гладков сообщил об обстреле города Валуйки, в результате которого ранения получили семь человек, в том числе ребенок.
Институт изучения войны в своей военной сводке сообщил, что 19 июня российские войска добились успехов в районе Купянска и продолжили наземные атаки вдоль линии Сватово-Кременная. Российские войска продвинулись в северную часть Ольшаны. Заместитель министра обороны Украины Анна Маляр отметила, что российские войска ведут активные наступательные действия вдоль линии Купянск-Лиман. Украинские силы продолжали контрнаступательные операции, в то время как российские войска провели ограниченные наземные атаки под Бахмутом. Российские источники утверждали, что украинские силы продвинулись вблизи Краснополевки и провели дополнительные атаки вблизи Берховки, Ягодного, Клещеевки, Курдюмовки и Озаряновки. Заместитель министра обороны Украины Анна Маляр заявила, что украинские силы продолжали наступать на флангах Бахмута в течение последней недели. Российские и украинские войска провели ограниченные атаки на линии Авдеевка-Донецк и добились незначительных успехов, как украинские, так и российские силы продвинулись в районе с. Победы, что указывает на то, что украинские силы продвинулись к юго-востоку от Победы, а российские — к югу от Победы. Министерством обороны и российскими военными блогерами сообщается об отбитии атаки украинских сил в Новодонецке, Урожайном и Приютном в Донецкой области.

### 20 июня
Ночью 20 июня города Киев и Львов были атакованы российскими ударными беспилотниками. По словам главы военной администрации города Сергея Попко, тревоги в Киеве длились более трёх часов, поскольку беспилотники прилетали волнами с разных направлений. Губернатор Львовской области Максим Козицкий сообщил, что один беспилотник поразил критически важный объект в 70 километрах от польской границы, на западе Украины.
Минобороны России заявило, что российские силы нанесли удары по восьми складам боеприпасов на территории Украины и отразили атаки украинских войск по трём направлениям. Военно-воздушные силы Украины заявили, что российские войска запустили 35 беспилотников иранского производства по целям рано утром во вторник. Противовоздушная оборона сбила 32 беспилотника, в том числе более двух десятков вблизи столицы.
The Washington Post, ссылаясь на заявление представителя генерального штаба Вооружённых сил Украины Андрея Ковалева, утверждает, что на некоторых участках фронта шли «тяжёлые бои» и что за предыдущие 45 часов произошло 24 боевых столкновения. Также со ссылкой на телеграм-канал Игоря Стрелкова сообщается, что на Мелитопольском направлении после взятия Пятихатки соединения ВСУ пытались прорваться в очередное село, тяжёлые бои продолжаются.
Генеральный штаб Украины во вторник заявил о начале наступательных действий российских войск в Донецкой и Луганской областях. В сообщении говорится, что российские войска атаковали сёла недалеко от города Лиман в Донецкой области и другие районы, но все атаки были отражены. На этой неделе Россия установила контроль над небольшой территорией недалеко от городов Сватово и Кременная в Луганской области.
20 июня российские войска провели несколько наземных атак под Кременной. Генштаб Украины сообщил, что российские войска провели безуспешные наступательные действия к западу от Кременной в районе Ямполевки, Торского, и западной Дибровой, а также к югу от Кременной в районе Григоровки и Спорного. Российский блогер заявил, что украинские войска продвинулись в пределах 1,5 км от Клещеевки и подошли к участку трассы Е40 Бахмут — Славянск. Генштаб Украины сообщил, что российские войска провели безуспешные наступательные действия вблизи Авдеевки, Марьинки, Красногоровки и Победы. Российские источники утверждали, что подразделения 33-го и 255-го мотострелковых полков 20-й мотострелковой дивизии добились успехов вблизи укрепрайона «Зверьенец» возле Новомихайловки (к юго-западу от Донецка). Михаил Звинчук в своем телеграм-канале 19 июня сообщил, что украинские войска продвинулись на 200 м вглубь российских оборонительных позиций к юго-востоку от Великой Новосёлки. Украинские силы продолжают наступательные действия вдоль линии Новоданиловка-Роботино (6 км к югу от Орехова — 15 км к югу от Орехова). Минобороны РФ и российские военные блогеры утверждали, что российские войска отразили все украинские атаки на Ореховском направлении. Российские блогеры утверждали, что 19 июня российские войска отбили ранее утраченные позиции возле Роботино и оттеснили украинские силы дальше от населенного пункта. Российские военные блогеры утверждают, что ни российские, ни украинские силы не контролируют Пятихатки и что по состоянию на утро 20 июня в населенном пункте продолжаются бои.

### 21 июня
Согласно заявлениям российской стороны, недалеко от Москвы при помощи РЭБ были сбиты три украинских беспилотника. По сообщениям российских СМИ, два беспилотника упали в посёлке Лунино, формально входящем в состав Москвы, третий был найден в 20 километрах от других. Минобороны РФ назвало произошедшее попыткой террористического акта со стороны Украины. Украинская сторона не дала никаких комментариев.
По словам главы движения «Мы вместе с Россией» Владимира Рогова, ВС РФ при помощи дальнобойного оружия поразили склад боеприпасов в Запорожье. Минобороны РФ заявило, что высокоточным оружием морского базирования были нанесены удары по складам военной техники производства стран Запада, не уточнив места ударов.
Генштаб ВСУ сообщил, что Россия ведёт атакующие действия в направлении Лимана, Бахмута, Авдеевки и Марьинки. По словам Александра Сырского, командующего сухопутными силами ВСУ, для российской стороны оборона Бахмута является приоритетной, и ВС РФ перекидывают туда новые подразделения.
Российские военные блогеры 21 июня заявили, что российские войска вытесняют украинские войска из Синьковки и закрепляются на правом берегу реки Оскол. Также заявлено, что российские войска продолжают атаковать украинские силы к западу от трассы Р66 Сватово-Кременная.
Заместитель министра обороны Украины Анна Маляр сообщила, что украинские силы провели частично успешные наступательные действия на направлении Белогоровка-Шипиловка (10 км южнее Кременной) и закрепились на недавно захваченных позициях.
Российские военные блогеры заявили, что российские войска продолжают наступать в направлении Торского (14 км к западу от Кременной) и реки Оскол к западу от Кременной. Российские подразделения ВДВ заняли несколько украинских опорных пунктов в районе Серебрянского леса (10 км к юго-западу от Кременной).
Российский военный телеграм-канал сообщил, что российские артиллерийские подразделения отразили атаку украинской бронетехники и вынудили противника отступить в районе Диброва, а также что российские артиллерийские подразделения отразили две попытки украинских войск прорвать российские позиции в районе Серебрянского леса. На Лиманском направлении идут тяжёлые бои в районе с. Белогоровка (12 км к юго-западу от Кременной).
Генштаб Украины сообщил, что российские войска вели безуспешные наступательные действия вблизи Орехово-Васильевки (11 км к северо-западу от Бахмута), Ивановского (6 км к западу от Бахмута) и Белой Горы (16 км к юго-западу от Бахмута).
Министерство обороны России заявило, что подразделения Южной группировки войск отразили украинские атаки вблизи с. Весёлое (20 км к северо-востоку от Бахмута).
Один из блогеров заявил, что темпы украинского наступления в районе Берховки снижаются, а украинские силы временно приостановили атаки вблизи Раздоловки (19 км к северу от Бахмута) для перегруппировки.
Генштаб Украины сообщил, что была отражена атака российских войск вблизи Авдеевки, Северного (6 км к западу от Авдеевки), Первомайского (11 км к юго-западу от Авдеевки), Марьинки (27 км к юго-западу от Авдеевки) и Новомихайловки (36 км к юго-западу от Авдеевки). Минобороны России утверждало, что подразделения Южной группировки войск отражали украинские атаки вблизи Георгиевки (29 км к юго-западу от Авдеевки), Первомайского, Красногоровки (22 км к юго-западу от Авдеевки), Водяного (8 км к юго-западу от Авдеевки) и Марьинки.
В украинском Генштабе сообщили, что украинские войска ведут наступление вдоль линии Вольное Поле — Макаровка (до 7 км южнее Великой Новосёлки). Также была отражена атака ВС РФ на Пятихаткинском направлении (25 км юго-западнее Орехова).
Украинские силы также продолжают вести наступление вдоль линий Новоданиловка — Роботино (6 км к югу от Орехова — 15 км к югу от Орехова) и линии Малая Токмачка — Вербовое (9 км к юго-востоку от Орехова — 20 км к юго-востоку от Орехова).
Некоторые российские источники утверждали, что российские войска контролируют Пятихатки, а другие — что ни российские, ни украинские силы не контролируют населённый пункт. Российский блогер заявил, что российские войска пытаются отбить Пятихатки с позиций в Жеребянках (27 км к юго-западу от Орехова).
Владимир Путин заявил о затишье в зоне боевых действий на Украине и серьёзных потерях со стороны ВСУ. В частности он сообщил, что с момента начала контрнаступления было уничтожено 245 танков противника, среди которых есть «Леопарды», и около 678 бронемашин, в том числе и колёсных французских.

### 22 июня
Губернатор аннексированной Херсонской области Владимир Сальдо заявил, что украинская армия обстреляла ракетами Storm Shadow мосты вблизи Чонгара. На мостах повреждено дорожное покрытие. По словам главы администрации Крыма Сергея Аксёнова, удар был нанесен по Чонгарскому мосту в ночь на 22 июня. Дорога через Чонгар — кратчайший путь из Крыма в Мелитополь и далее к южному фронту, где сейчас пытается наступать украинская армия.
Сергей Шойгу объявил на совещании президента РФ Владимира Путина с членами Совета безопасности, что Министерство обороны РФ к концу июня собирается завершить формирование «резервной армии». «Формируем резервы в составе армейского корпуса, армии. Плюс к этому пять полков — в 1-ю и 20-ю армии танковые. Там идет всё планово, фактически к концу июня завершим формирование резервной армии. И в ближайшее время завершим формирование армейского корпуса. Пять полков сформированы уже более чем на 60 %, в данном случае я говорю и о личном составе, и о технике», — заявил Шойгу. Также он объявил, что в российскую армию набраны 114 тысяч контрактников и еще 52 тысячи добровольцев. Ещё 17 января 2023 Шойгу изложил план Министерства обороны по проведению крупномасштабных военных реформ в период с 2023 по 2026 год с целью оптимизации Вооружённых сил России для ведения крупномасштабной войны и расширении текущих вооружённых сил, хотя, по оценкам ISW, Россия будет изо всех сил пытаться полностью укомплектовать и оснастить эти крупные формирования, используя существующие методы формирования боевых подразделений.
Заместитель министра обороны Украины Анна Маляр сообщила, что украинские силы в районе Кременной добились частичных успехов и закрепились на новых позициях. Пресс-секретарь украинской группировки войск «Тавриск» капитан Валерий Шершен сообщил, что украинские силы продвинулись на расстояние до одного километра на западе Запорожской области и на административной границе между Запорожской и Донецкой областями. Министерство обороны России заявило, что украинские силы также провели неудачные наступательные действия на фронте Авдеевка — Донецк. Премьер-министр Украины Денис Шмыгаль заявил, что украинские силы освободили восемь населённых пунктов и более 113 квадратных километров территории с начала контрнаступательных действий 4 июня.
Российские войска продолжают наступление на Купянском направлении и расчищают лесные массивы по мере продвижения в направлении Голубовки (5 км к северу от Купянска) и Синьковки.
В Генштабе Украины сообщили, что украинские силы вели наступательные действия на направлении Белогоровка — Дибровая (в 10 км южнее Кременной), добились частичного успеха и закрепились на новых рубежах.
Российские войска оттеснили украинские силы в Серебрянское лесничество к юго-востоку от Кузьмино, в районе Ямполевки продолжаются ожесточённые бои.
Российские военные блогеры утверждали, что подразделения 76-й гвардейской десантно-штурмовой дивизии (ВДВ) захватили украинскую позицию на Северском направлении. Российские десантники смогли продвинуться вглубь Серебрянского леса после двух дней боёв. Также сообщается, что российские войска добились «некоторого прогресса» в районе Спорного.
Российский военный блогер Михаил Звинчук утверждал, что российские войска стремятся создать буферную зону вокруг Кременной, выйти на северный берег реки Северский Донец и захватить Белогоровку на противоположном берегу.
Украинские силы недавно добились ограниченного успеха и смогли продвинуться вблизи Озаряновки (14 км к юго-западу от Бахмута).
Российские источники утверждали, что украинские силы вели наступление в районе Пятихаток (23 км к юго-западу от Орехова) и что контроль над населённым пунктом неоднократно менялся. Утверждалось также, что российские войска контролируют половину Пятихаток, а другие российские источники, в свою очередь, утверждали, что украинские силы продвинулись в районе Жеребянок непосредственно к юго-западу от Пятихаток. Также сообщалось, что российские войска оттеснили украинские силы к северу от Жеребянок и что российские войска заняли позиции в близлежащих районах.

### 23 июня

#### Россия
Вечером 23 июня Евгений Пригожин заявил, что российские войска нанесли удар по позициям ЧВК Вагнера. Тем же вечером Пригожин заявил о начале вооружённого конфликта с Министерством обороны. В сообщении, опубликованном в телеграм-канале его пресс-службы, также звучали призывы к мести и оскорбления в адрес министра обороны РФ Сергея Шойгу, был объявлен так называемый «Марш справедливости». Также в своём очередном обращении Пригожин заявлял, что его 25-тысячная армия «идёт разбираться, почему в стране творится беспредел», и призывал всех желающих присоединяться.
Следом Пригожин заявил, что министр обороны РФ Сергей Шойгу покинул Ростов-на-Дону. О том, что Шойгу 23 июня был в Ростове, сообщали в телеграм-каналах.
Пресс-секретарь президента Дмитрий Песков сообщил, что Владимир Путин в курсе ситуации с основателем ЧВК Вагнера Евгением Пригожиным, который фактически объявил о намерении совершить военный переворот.
Национальный антитеррористический комитет объявил, что в связи с заявлениями Пригожина ФСБ было возбуждено уголовное дело по статье 279 УК РФ по факту призыва к вооруженному мятежу.
В центре Ростова-на-Дону развернута бронетехника. Источники издания также сообщили, что весь состав МВД и Росгвардии приведен в полную готовность; также усилены посты на границе с аннексированными ЛНР и ДНР. В центре города начинают перекрывать улицы. Был объявлен план «Крепость».
Московское региональное новостное издание опубликовало кадры с передвижением военной техники и полицейских патрулей по центру Москвы. В столице под усиленную охрану взяты все важнейшие объекты, органы государственной власти и объекты транспортной инфраструктуры. По тревоге были подняты подразделения ОМОНа и СОБРа. В Москве и Московской области проводятся «Антитеррористические мероприятия».

#### Украина
Некоторые источники утверждали, что российские войска продвинулись к западу от Синьковки и создали небольшой плацдарм на западном берегу реки Оскол. Спикер Восточной группы войск Украины полковник Сергей Череватый заявил, что российские войска утратили инициативу на Купянском направлении.
Российские блогеры утверждали, что российские войска незначительно продвинулись к западу от Кременной и в Белогоровке, а также закрепились вблизи села Спорное (25 км к югу от Кременной).
Спикер Восточной группы войск Украины Сергей Череватый сообщил, что на Бахмутском направлении боевых действий не было, а российские и украинские войска продолжают вести взаимный контрбатарейный огонь в этом районе. На спутниковых снимках, опубликованных 22 июня, видно, что с 16 мая российские войска строят новые укрепления вблизи с. Семигорье (18 км к юго-востоку от Бахмута).
Российские войска добились неопределенных успехов вблизи Авдеевки, а также были проведены наступательные действия вблизи Первомайского (11 км к юго-западу от Авдеевки) и Новомихайловки. Незначительно, российские войска смогли продвинуться к юго-востоку от Красногоровки (22 км к юго-западу от Авдеевки). Украинские войска, в свою очередь, провели наступательные действия возле села Старомихайловка (18 км к юго-западу от Авдеевки).
Украинский Генштаб сообщил, что украинские войска имели частичный успех на линии Новоданиловка-Роботино (чуть южнее Орехова) и линии Малая Токмачка-Новофедоровка (к юго-востоку от Орехова). В украинском Генштабе также заявили, что российские войска перебросили резервы в район Орехова для защиты от наступления Украины. Российские блогеры утверждали, что украинские войска начали наступление на линии Новоданиловка-Работино, и смогли продвинуться на 1,5 км в направлении Работино. Подразделения 810-й бригады морской пехоты и 70-го, 71-го и 291-го мотострелковых полков 42-й мотострелковой дивизии ведут оборону района к северу от Работино.
Глава оккупированной Херсонской области Владимир Сальдо дополнительно заявил, что украинский ракетный удар 22 июня по Чонгарскому мосту был намного разрушительнее, чем сообщалось изначально, и что для возобновления движения потребуется от 15 до 20 дней. Российские войска начали возведение понтонных мостов под повреждённым мостом Чонгар.

### 24 июня

#### Россия
Генерал Сергей Суровикин записал обращение к бойцам ЧВК Вагнера, призвав их «остановиться» и не принимать участие в мятеже, объявленном основателем группировки Евгением Пригожиным. Также к бойцам ЧВК Вагнера обратился первый замначальника Главного управления Генштаба генерал-лейтенант Владимир Алексеев. Он заявил, что действия наемников — это государственный переворот, и назвал их «ударом в спину стране и президенту».
Ночью 24 июня Евгений Пригожин заявил, что его отряды входят в Ростов-на-Дону. Он утверждает, что солдаты срочной службы ВС РФ, которые должны были помешать продвижению войск ЧВК Вагнер, «отошли в стороны». Следом Пригожин обвинил Шойгу в «убийстве детей» за то, что тот, по его мнению, посылал на войну необученных солдат, в том числе срочников. При этом Пригожин заявил, что если кто-то встанет у него на пути, то «мы уничтожим всех».

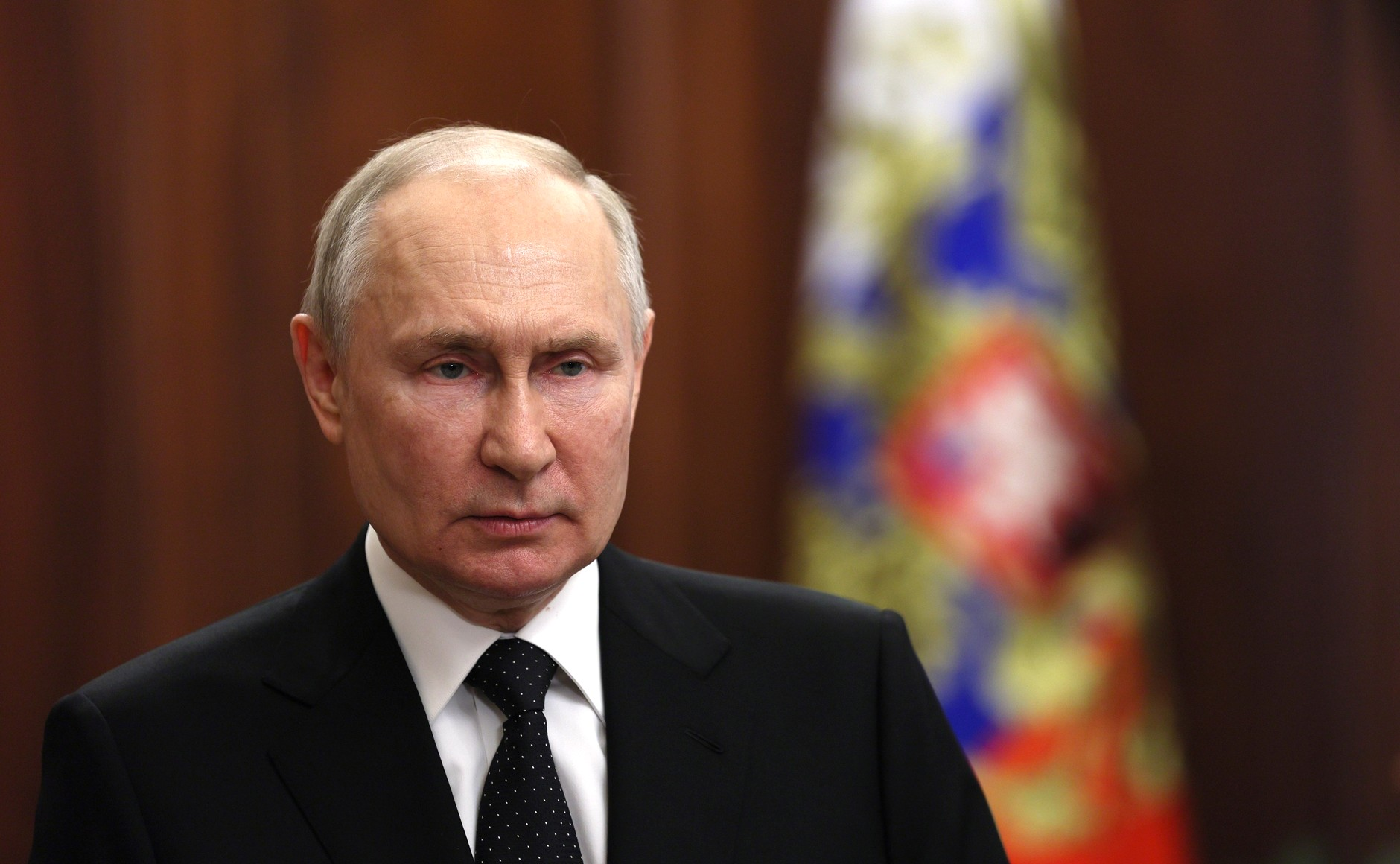
Президент России Владимир Путин во время обращения по поводу мятежа.

Владимир Путин в ходе обращения по государственным телеканалам назвал мятеж «предательством» и «изменой», а также «ударом в спину», и пообещал, что все, кто встал на путь мятежа, «понесут неминуемое наказание». Евгений Пригожин прокомментировал обращение Владимира Путина: «По поводу предательства родины президент глубоко ошибся… И никто не собирается по требованию президента, ФСБ или ещё кого-нибудь прийти с повинной».
Британская разведка отмечала, что вагнеровцы «почти наверняка» заняли ключевые объекты в Ростове-на-Дону, включая штаб Южного военного округа ВС РФ, который руководит российскими военными операциями на Украине. Утром 24 июня в штабе Южного военного округа Евгений Пригожин встретился с замминистра обороны РФ Юнус-Беком Евкуровым и замначальника Генштаба Владимиром Алексеевым. На встрече Пригожин заявил, что пока ЧВК Вагнера не получит начальника Генштаба Валерия Герасимова и министра обороны Сергея Шойгу, его наёмники будут блокировать Ростов-на-Дону и идти на Москву.
Рамзан Кадыров заявил, что в «зону напряжённости» выехали бойцы Минобороны и Росгвардии по Чеченской республике. В районе 16 часов колонны «Ахмата» были замечены в Ростове.
Власти Воронежской области сообщили о движении техники по федеральной трассе М-4 «Дон» в сторону Воронежа. В телеграм-каналах тем временем появлялась информация о боях между «ЧВК Вагнера» и Минобороны в Воронежской области.

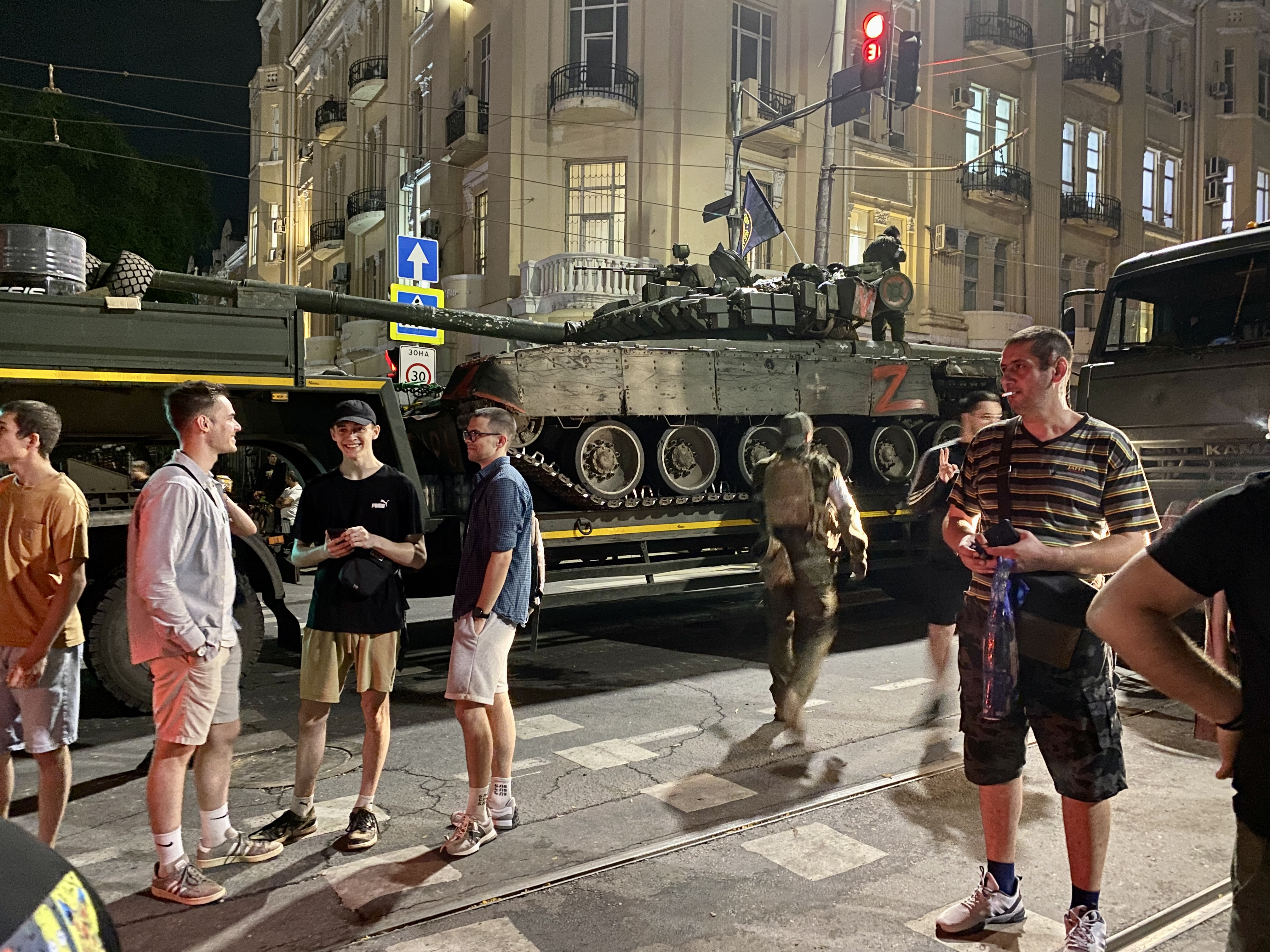
Молодые люди смеются на фоне танка ЧВК «Вагнер» в Ростове-на-Дону

Колонна ЧВК «Вагнер», движущаяся по трассе М4 в сторону Москвы, была замечена в Липецкой области в районе полудня. Колонна или колонны, в которых, по разным данным, могло быть от 150 до 400 единиц техники, проехали Елец. По данным издания «Вёрстка», наёмники стараются обходить город через местные и региональные дороги.
Вечером 24 июня Александр Лукашенко по согласованию с Владимиром Путиным провел переговоры с Евгением Пригожиным, сообщает пресс-служба Лукашенко. Пригожин, как утверждается, принял предложение Александра Лукашенко об остановке движения колонны ЧВК Вагнера по территории России и «дальнейших шагах по деэскалации напряжения». Чуть позже Пригожин заявил, что наемники, не доходя 200 километров до Москвы, «разворачивают свои колонны» и «уходят в обратном направлении в полевые лагеря согласно плану».

#### Украина

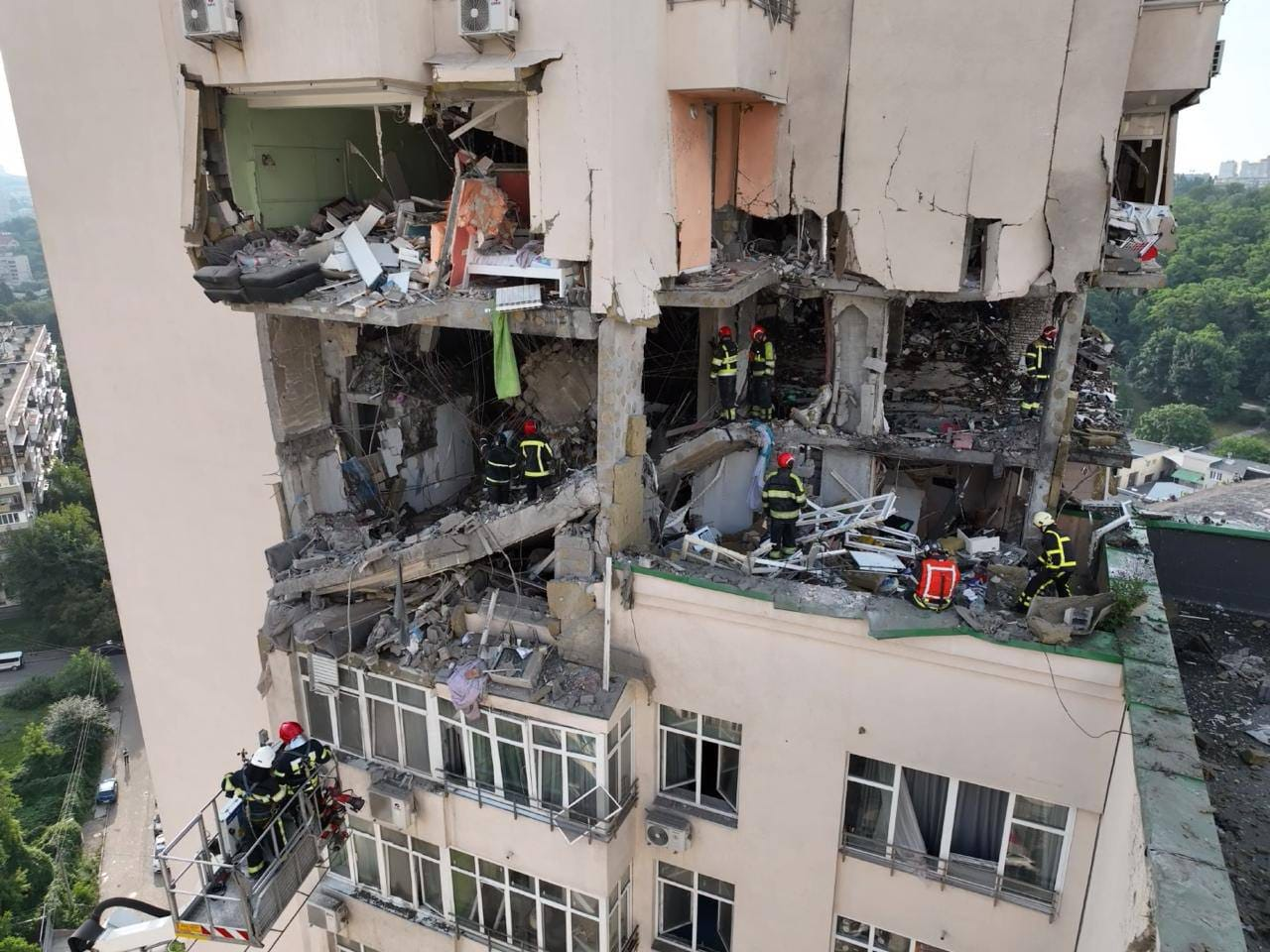
Повреждённый 25-этажный дом в Киеве

В ночь на 24 июня российская армия совершила очередной массированный обстрел Украины. По данным украинских военных, стратегическая авиация из области Каспийского моря выпустила 40 крылатых ракет Х-101/Х-555, бомбардировщики с северного, южного и восточного направлений выпустили 9 ракет Х-22, а из акватории Чёрного моря было выпущено две крылатые ракеты «Калибр». Кроме того, с юга было запущено два беспилотника Shahed-136/131. По сообщению Воздушных сил ВСУ, удалось сбить все 40 ракет Х-101/Х-555, одну ракету «Калибр» и оба беспилотника. Ракеты и беспилотники были нацелены на Киев, Днепр, Харьков, Кременчуг и Кривой Рог. В окрестностях Киева, по данным местных властей, сбиты более 20 ракет. Обломками ракеты в городе повреждён 25-этажный дом и более 40 автомобилей, погибли 5 человек и пострадали 14. По Харькову, как сообщают местные власти, был нанесён удар ракетами С-300. В Днепре разрушены несколько домов, есть пострадавшие.
Министерство обороны России заявило, что российские подразделения Южной группировки войск отразили украинские атаки вблизи Весёлого (20 км к северо-востоку от Бахмута) и Бахмута. 23 июня Минобороны России заявило, что украинские силы используют вооруженный мятеж Евгения Пригожина для начала новых наступательных операций на Бахмутском направлении. Российские блогеры утверждали, что украинские силы значительно активизировали темпы своих действий на Бахмутском направлении, но российские войска сохранили свои позиции в этом районе.
Пресс-секретарь Группы войск «Тавриск» капитан Валерий Шершен сообщил, что на прошлой неделе украинские силы захватили территорию, контролируемую российскими войсками с 2014 года, в районе Красногоровки (22 км к юго-западу от Авдеевки). Источник, связанный с «BARS-13» (Российский боевой резерв страны), утверждал, что российские войска продвинулись к Марьинке и захватили украинские опорные пункты в этом районе.
В ночь на 23 июня украинские силы активизировали атаки в направлении Роботино (23 км к югу от Орехова). Украинские войска смогли занять российские позиции в районе Роботино. Российские войска перебрасывают в этот район подразделения 22-й отдельной гвардейской бригады специального назначения (ГРУ) и 45-й гвардейской бригады спецназа ВДВ России (ВДВ), чтобы предотвратить дальнейшее продвижение Украины. Некоторые Российские источники заявил, что к вечеру 24 июня украинские войска прекратили наступление на Работино.
Представитель полка имени Кастуся Калиновского, белорусского добровольческого подразделения, служащего вместе с Вооруженными силами Украины, заявил 24 июня, что полк имеет большое количество резервов в Беларуси, и призвал белорусов присоединиться к неуказанной будущей операции по установлению контроля над страной.
Заместитель министра обороны Украины Анна Маляр объявила о начале украинского наступления в Донецкой области сразу на нескольких направлениях. Наступление ведётся на направлениях Орехово-Васильевки, Бахмута, Богдановки, Ягодного, Клещеевки, Курдюмовки. Также в ходе боёв ВСУ полностью взяли под свой контроль западный берег канала Северский Донец-Донецк.
Ситуация накануне мятежа для ВС РФ осложнилась, но не была критической. На Западе Запорожской области ВСУ в первые дни наступления смогли занять и закрепиться в селе Лобковое. В последние дни украинские войска смогли установить контроль над селом Пятихатки силами 128-й горно-штурмовой бригады. На Ореховском направлении украинские войска смогли пробиться вдоль трассы Орехов — Токмак. Позиции украинских войск теперь находятся примерно в двух километрах от Работино, где располагается опорный пункт российской обороны. Продвижение с начала наступления составило около трех километров. Южнее Великой Новоселки, ВСУ столкнулись с упорной обороной российской армии в Урожайном и Старомайорском. За последнюю неделю украинским войскам удалось занять лишь несколько лесополос к северу от этих сел.

### 25 июня
25 июня российские и украинские войска продолжили наземные атаки в районе Бахмута. Генеральный штаб Украины сообщил об относительно большем количестве российских наступательных операций в районе Бахмута, чем за последние несколько дней, и заявил, что российские войска безуспешно атаковали районы к северо-востоку и северо-западу от Бахмута. Российские источники утверждали, что украинские силы воспользовались отвлечением внимания, вызванным вооруженным мятежом группы Вагнера 23—24 июня, и предприняли несколько контратак в районе Бахмута.
3-я отдельная десантно-штурмовая бригада Украины сообщила, что разгромила подразделения 57-й мотострелковой бригады в районе Бахмута и уничтожила российский плацдарм в неустановленном районе на западном берегу канала Северский Донец — Донбасс, который проходит к юго-западу от Бахмута.
Украинские войска незначительно продвинулись на северной окраине Донецка к югу от Авдеевки и между Песками и Первомайским на северо-западной окраине Донецка.
Украинские войска в Донецкой области смогли продвинуться вблизи Ровнополя (10 км к юго-западу от Великой Новоселки) и Приютного (17 км к юго-западу от Великой Новоселки).
Российскими источниками было заявлено, что произошли бои между российскими воздушно-десантными войсками (ВДВ) и украинскими войсками возле Антоновского моста. 25 июня другим российским источником заявлено, что украинские силы заняли позиции на восточном (левом) берегу от Антоновского моста. ИИВ не наблюдал визуального подтверждения этих утверждений.

### 26 июня

#### Россия
Лидер группы Вагнера Евгений Пригожин опубликовал свое первое заявление после окончания восстания против российского военного руководства, заявив в 11-минутном аудиообращении, что он действовал, чтобы предотвратить уничтожение своей частной военной компании, и что он не намеревался свергать российское правительство.
Президент РФ Владимир Путин вечером 26 июня выступил с обращением к нации, в ходе которого прокомментировал вооруженный мятеж. В ходе обращения Путин заявил, что наемников ЧВК попытались использовать втемную. Президент РФ предложил бойцам «группы Вагнера» подписать контракт с Минобороны РФ или другими силовыми органами, вернуться к родным или уйти в Беларусь. В ходе выступления президент поблагодарил российских военных, сотрудников правоохранительных органов и спецслужб.

#### Украина
Командующий Восточной группировкой войск Украины генерал-полковник Александр Сырский заявил, что украинские силы очистили российский плацдарм через Северско-Донецкий канал Донбасс на Бахмутском направлении, возможно, имея в виду район к юго-западу от Бахмута.
Российские блогеры утверждали, что украинские войска продвинулись вблизи Клещиевки (7 км к юго-западу от Бахмута) и Курдюмовки (12 км к юго-западу от Бахмута). Спикер Восточной группировки войск Украины полковник Сергей Череватый заявил, что на Бахмутском направлении украинские силы продвинулись на 600—1000 метров. Череватый добавил, что российские войска перебрасывают в Бахмут подразделения ВДВ, пехоту, БАРС, территориальные войска, подразделения «Шторм-Z» и подразделения частных военных компаний (ЧВК) «Патриот», «Факел» и «Ветераны», чтобы сохранить контроль над городом.
Заместитель министра обороны Украины Анна Маляр, что украинские силы захватили Ровнополь (9 км к юго-западу от Великой Новоселки). Минобороны России и российский блогер заявил, что российские войска отразили четыре украинские атаки под Ровнополем. Другие российские источники признали, что украинские войска вошли в Ровнополь, но утверждали, что российские войска все еще удерживают позиции в части населенного пункта. Российские милблогеры утверждали, что украинские силы также атаковали вдоль линии Левадное – Ровнополь – Макаровка (5—17 км к юго-западу от Великой Новоселки), линии Приютное – Старомайорское (8—14 км к юго-западу от Великой Новоселки) и вблизи Новодонецкого (11 км к юго-востоку от Великой Новоселки).
Относительно Запорожского направления некоторые российские блогеры указали, что статус контроля над Пятихатками (23 км к юго-западу от Орехова) оспариваются и что огонь российской артиллерии не позволяет украинским силам войти в населенный пункт.
Украинские силы удерживают позиции возле Антоновского моста на восточном (левом) берегу Херсонской области по состоянию на 26 июня. Российские источники утверждали, что украинские силы контролируют дачные участки возле Алешек (7 км к юго-востоку от Херсона) и что береговая линия возле Голой Пристани (8 км к югу от Херсона) является спорным районом. Некоторые российские блогеры утверждали, что российские войска пытались вытеснить украинские силы с берега реки, но украинские силы смогли плотно закрепиться на своих новых позициях возле Антоновского моста.

### 27 июня

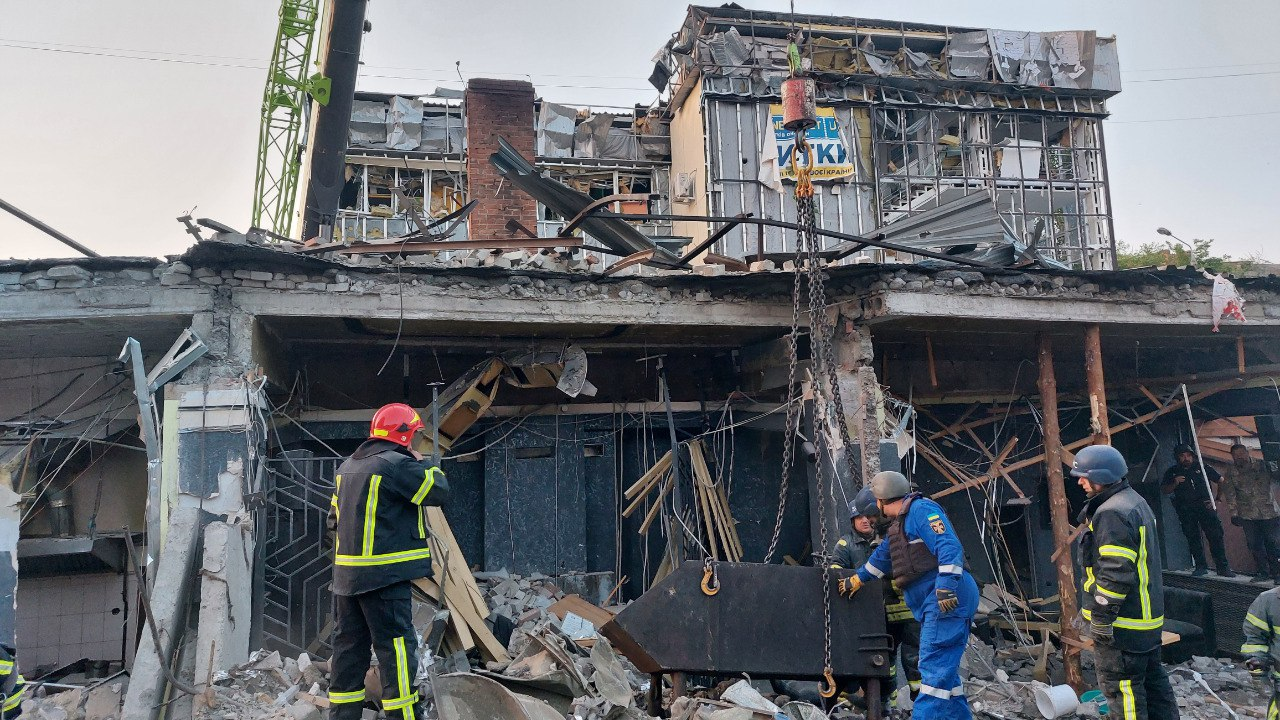
Последствия удара по кафе в Краматорске

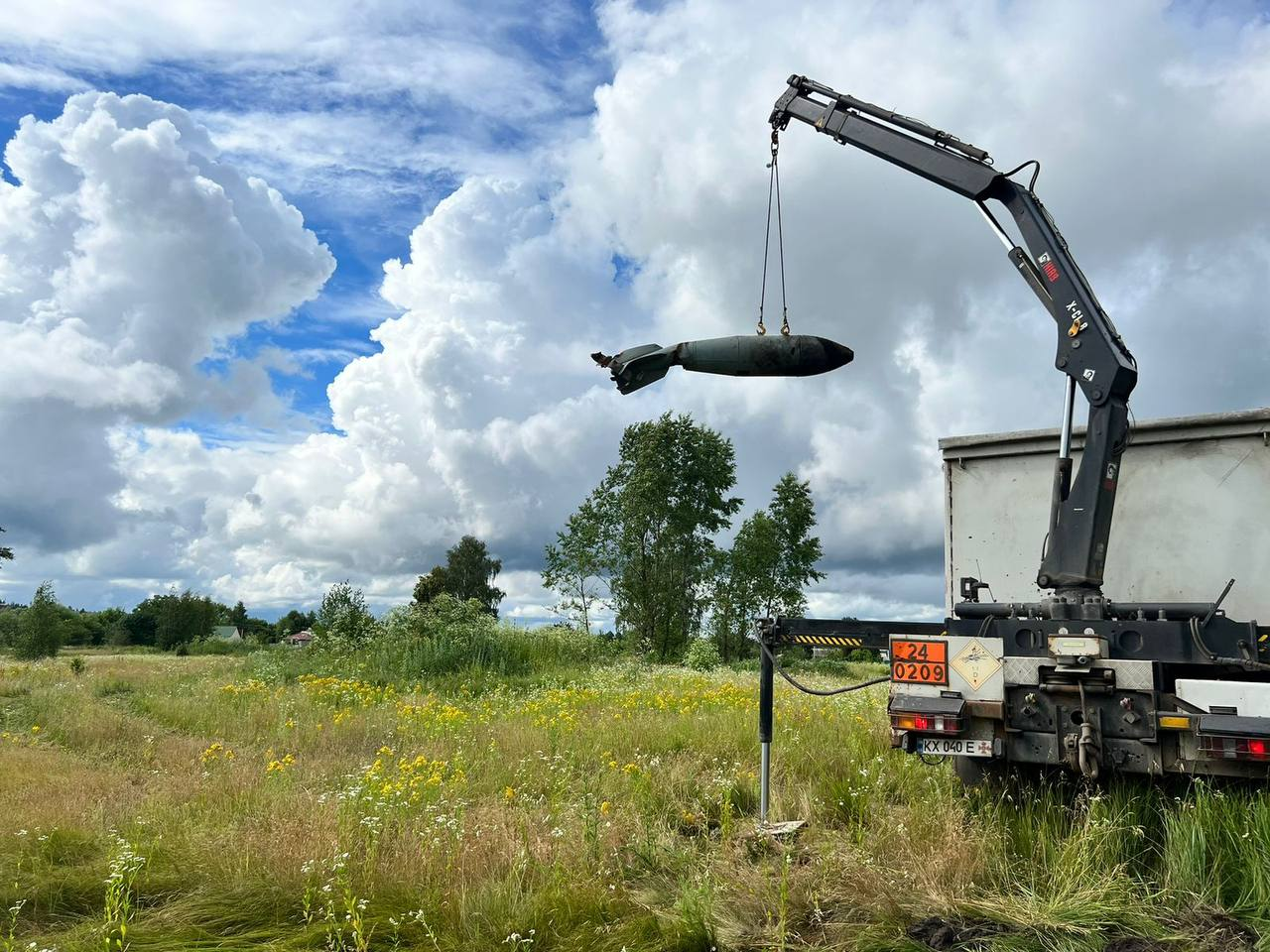
Вывоз неразорвавшейся авиабомбы ФАБ-500 в Волчанске (Харьковская область)

Лукашенко сообщил, что о приезде Пригожина 27 июня в Беларусь. Он заверил, что гарантии безопасности остаются в силе и сотрудники ЧВК Вагнер смогут находиться в республике. В Могилёвской области, как сообщается, началось строительство лагерей для них.
Российские войска нанесли удар по кафе в Краматорске, а также по селу Беленькое в пригороде города. По данным МВД Украины, погибли по меньшей мере 10 человек (в том числе 3 ребёнка) и был ранен 61, в том числе один ребенок.
27 июня российские и украинские войска продолжили ограниченные наземные атаки к северо-западу от Сватово и к югу от Кременной. Российский блогер заявил, что подразделения 76-й десантно-штурмовой дивизии (ВДВ) продолжают продвигаться в районе Кременского леса.
Заместитель министра обороны Украины Анна Маляр заявила, что украинские силы воспользовались конфликтом между группой Вагнера и Министерством обороны России при планировании операций на востоке Украины. Маляр добавила, что украинские силы проводят контрнаступательные операции и четвертый день подряд продвигаются на флангах Бахмута. Также украинские силы продолжают наступление в районах Орехово-Васильевка (11 км к северо-западу от Бахмута), Ивановское (6 км к западу от Бахмута), Курдюмовка (14 км к юго-западу от Бахмута) и Северное (20 км к юго-западу от Бахмута) на флангах Бахмута. Известный российский блогер охарактеризовал российскую военную ситуацию к северу от Соледара как «серьезную» и заявил, что украинские силы контратакуют в направлении Яковлевки (14 км к северо-востоку от Бахмута).
По состоянию на 27 июня российские войска продолжали ограниченные наземные атаки и продвижение в районе Бахмута. ИИВ на основе геолоцированных кадров, опубликованных 27 июня, сообщили, что российские войска, вероятно, сократили тактические успехи Украины возле Берховки (6 км к северу от Бахмута).
Российское государственное СМИ RT утверждало, что российские войска в Марьинке ведут наступление и постепенно продвигаются вперёд.
Министерство обороны Великобритании сообщило, что по состоянию на 27 июня украинские силы незначительно продвинулись к востоку от Красногоровки (непосредственно к западу от Донецка), что стало первым зарегистрированным случаем, когда украинские силы отбили территорию, оккупированную до 2014 года.
Спикер Генштаба Украины Андрей Ковалев заявил, что украинские силы провели успешные контрнаступательные действия на направлении Новодаровка – Приютное (район Великой Новоселки). Министерство обороны России заявило, что Восточная группировка войск отразила три украинских атаки в районе Великой Новоселки. Официальный представитель Восточной группы войск России Олег Чехов заявил, что российские войска уничтожили украинское подразделение возле Сторожевого (3 км к югу от Великой Новоселки). Связанный с Кремлем военный блогер признал взятие Украиной Ровнополя.
Украинские силы в Запорожской области провели успешные атаки на Новоданиловском — Работинском (Ореховском) направлениях. Пророссийский военный блогер Владимир Рогов утверждал, что украинские силы возобновили атаки возле Роботино, чтобы восстановить контроль над ранее освобожденными украинскими позициями к северу от населенного пункта, которые российские войска отбили 26 июня. Российские блогеры утверждали, что Пятихатки (25 км к юго-западу от Орехова) остаются в оспариваемой «серой зоне» и что вблизи населенного пункта продолжаются позиционные бои.
Российские источники заявляли, что украинские силы пытаются расширить свой «плацдарм» возле Антоновского моста на восточном (левом) берегу Херсонской области.

### 28 июня
The Moscow Times сообщило, что генерал Сергей Суровикин, командующего объединенной группировкой российских войск в Украине, был арестован и помещен в тюрьму Лефортово в Москве по обвинению в поддержке восстания ЧВК Вагнера. Официальных подтверждений ареста Сергея Суровикина нет.
На геолоцированных кадрах, проанализированных Институтом изучения войны, видно, что украинские силы продвинулись к северу от Орехово-Васильевки (11 км к северо-западу от Бахмута). Российские источники утверждали, что украинские войска продвинулись в районе Клещиевки и безуспешно атаковали из Берховки. На других геолоцированных кадрах, опубликованных 28 июня, видно, что уже российские войска продвинулись к западу от Дубового-Васильевки (примерно в 6 км к северо-западу от Бахмута). Российские источники утверждали также, что российские войска продвинулись в районе Берховки.
Сообщалось, что российские войска ведут штурмовые действия к югу от Марьинки с захваченных позиций в укрепрайоне «Зверинец».
Российские блогеры утверждали, что украинские войска заняли новые позиции вдоль линии Ровнополь — Старомайорское и продвинулись в направлении Приютного (15 км к юго-западу от Великой Новоселки).
В Запорожской области, согласно российским источникам, украинские войска пытались продвинуться вдоль линии Пятихатки — Жеребянки (25 км к юго-западу от Орехова), а подразделения российского 429-го мотострелкового полка, неуточненные подразделения морской пехоты, добровольческий батальон «Судоплатов» и североосетинский батальон отражали украинские атаки на этом участке. Российский блогер также заявил, что украинские войска пытались наступать к юго-востоку от Орехова возле Луговского и в направлении Роботино (13 км к югу от Орехова).
В МО РФ заявили, что российские наземные и артиллерийские подразделения уничтожили украинскую диверсионно-разведывательную группу, которая пыталась высадиться на восточном берегу в районе Антоновского моста.
Несколько российских блогеров предупредили, что украинские силы готовятся к дополнительным наступательным операциям по форсированию Днепра на этом участке фронта.

### 29 июня
Связанный с Кремлем военный блогер утверждал, что российские войска добились неопределенных успехов в продвижении в районе Серебрянского леса (5–10 км к юго-западу от Кременной).
В украинском Генштабе заявили, что украинские силы захватили «стратегическую инициативу» на Бахмутском направлении и в настоящее время ведут широкое наступление в этом районе. Заместитель министра обороны Украины Анна Маляр сообщила, что украинские войска продвинулись на 1 200 м в направлении Клещиевки (7 км к юго-западу от Бахмута) и на 1 500 м в направлении Курдюмовки (13 км к юго-западу от Бахмута).  Командир 57-й ОМБр Денис Ярославский заявил, что украинские силы устанавливают контроль над Клещиевкой и что в этом районе идут интенсивные бои. Ярославский также заявил, что украинские силы вытеснили российские войска с позиций на западной окраине Бахмута и что бои продолжаются возле Берховки (4 км к северу от Бахмута). Российские источники утверждали, что украинские войска продвинулись по трассе Е-40 (Бахмут-Славянск) в районе Зализнянского (12 км к северу от Бахмута) и что российские войска отразили несколько украинских атак возле Курдюмовки.
Заместитель министра обороны Украины Анна Маляр сообщила, что украинские силы продвинулись на 1 300 метров в западной части границы Донецкой и восточной части Запорожской области и заняли новые позиции в направлении Ровнополь — Володино (10–16 км к юго-западу от Великой Новоселки). Российский военный блогер утверждал, что украинские войска закрепились на новых позициях возле Приютного (15 км к юго-западу от Великой Новоселки), а другой блогер утверждал, что российские войска отразили украинскую атаку возле Приютного. Министерство обороны России заявило, что российские войска отразили украинскую атаку в районе Старомайорского (7 км к югу от Великой Новоселки).
Командующий украинской группировкой войск «Тавриск» бригадный генерал Александр Тарнавский сообщил, что украинские силы продолжают наступать на Запорожском направлении. Некоторые российские источники утверждали, что российские войска отражали украинские атаки в районе Роботино (12 км к югу от Орехова).
29 июня расследовательская группа Bellingcat поделились спутниковыми снимками, на которых видно, что в начале мая российские войска установили дамбу и ров вокруг Токмака (35 км к юго-западу от Орехова), чтобы подготовиться к защите города от украинских контрнаступательных операций.
Продолжающаяся угроза военный действий для Запорожской атомной электростанции вынудила украинское правительство изменить режим работы четырех реакторов на ЗАЭС. Государственная инспекция ядерного регулирования Украины перевела реактор №3 в режим «остановка для ремонта» и перевела реакторы №4,5 и 6 в режим холодной остановки.
Министерство обороны России и другие российские источники утверждали, что российские войска контролируют весь восточный (левый) берег Днепра в районе Антоновского моста, а также ими заявлялось о пресечении попыток переброски техники в этот район. Другие российские источники утверждали, что продолжаются тяжелые бои и что украинские силы смогли занять позиции возле моста.

### 30 июня
Российские источники утверждали, что российские войска смогли завладеть инициативой к западу от Кременной, но не смогли прорваться в этом районе, захватив лишь некоторые украинские позиции и оттеснив украинские силы на запад. Связанный с Кремлём военный блогер утверждал, что российские войска ВДВ продолжали наступательные действия в районе Серебрянского лесничества и в Торском выступе (15 км к западу от Кременной). Другой российский источник утверждал, что украинские силы начали наступление в неуказанном районе на Лиманском направлении и что российские силы ВДВ продолжают оборону.
Анна Маляр сообщила, что украинские силы не находятся в черте Бахмута, но сохраняют контроль над юго-западной окраиной города.
Российский блогер утверждал, что российские войска добились ограниченных успехов к югу от Ивановского и в лесу возле Часова Яра (12 км к западу от Бахмута).
Спикер Восточной группировки войск Украины полковник Сергей Череватый заявил, что группировка российских войск на Бахмутском направлении насчитывает более 330 танков, 140 артиллерийских систем и 50 300 человек личного состава, включая воздушно-десантные войска, пехотные подразделения, подразделения БАРС и небольшие подразделения частной военной компании ЧВК «Ветеран». Череватый отметил, что в районе Бахмута нет личного состава ЧВК «Вагнер».
На геолоцированных кадрах, проанализированных Институтом изучения войны видно, что украинские силы продвинулись к северу от Авдеевки к западу от Новобахмутовки (13 км к северо-востоку от Авдеевки) и в Красногоровке (3 км к северо-востоку от Авдеевки). Министерство обороны России и представитель Южной группировки войск утверждали, что российские войска отразили украинские наземные атаки вблизи Каменки (3 км к северо-востоку от Авдеевки), и Крутой Балки (3 км к востоку от Авдеевки).
Генеральный штаб Украины сообщил, что украинские силы достигли неопределённого частичного успеха на линии Левадное — Приютное (20 км к юго-западу от Великой Новосёлки) и закрепились на новых рубежах. Минобороны России утверждало, что российские подразделения Восточной группировки войск отражали украинские атаки к югу и юго-западу от Великой Новоселки. Российский депутат Запорожской области Владимир Рогов заявил, что российские войска контратаковали из Старомайорского (9 км к югу от Великой Новосёлки) в направлении Ровнополя (10 км к юго-западу от Великой Новосёлки).
В украинском Генштабе сообщили, что украинские силы добились частичного успеха на линии Малая Токмачка – Очеретуватое (28 км южнее Орехова) и закрепились на вновь достигнутых рубежах. Министерство обороны России заявило, что российские войска отразили украинскую разведывательную операцию на западе Запорожской области и нанесли удар по украинским силам, пытавшимся продвинуться к югу и юго-востоку от Орехова. Российские блогеры утверждали, что плохие погодные условия на западе Запорожской области замедлили темпы украинских операций и что на этом участке фронта идут в основном позиционные бои. Российские блогеры утверждали, что украинские войска пытались прорвать российскую оборону возле Пятихатки (25 км к юго-западу от Орехова) и добились незначительных успехов в этом районе.